# Oberösterreichische Landesregierung

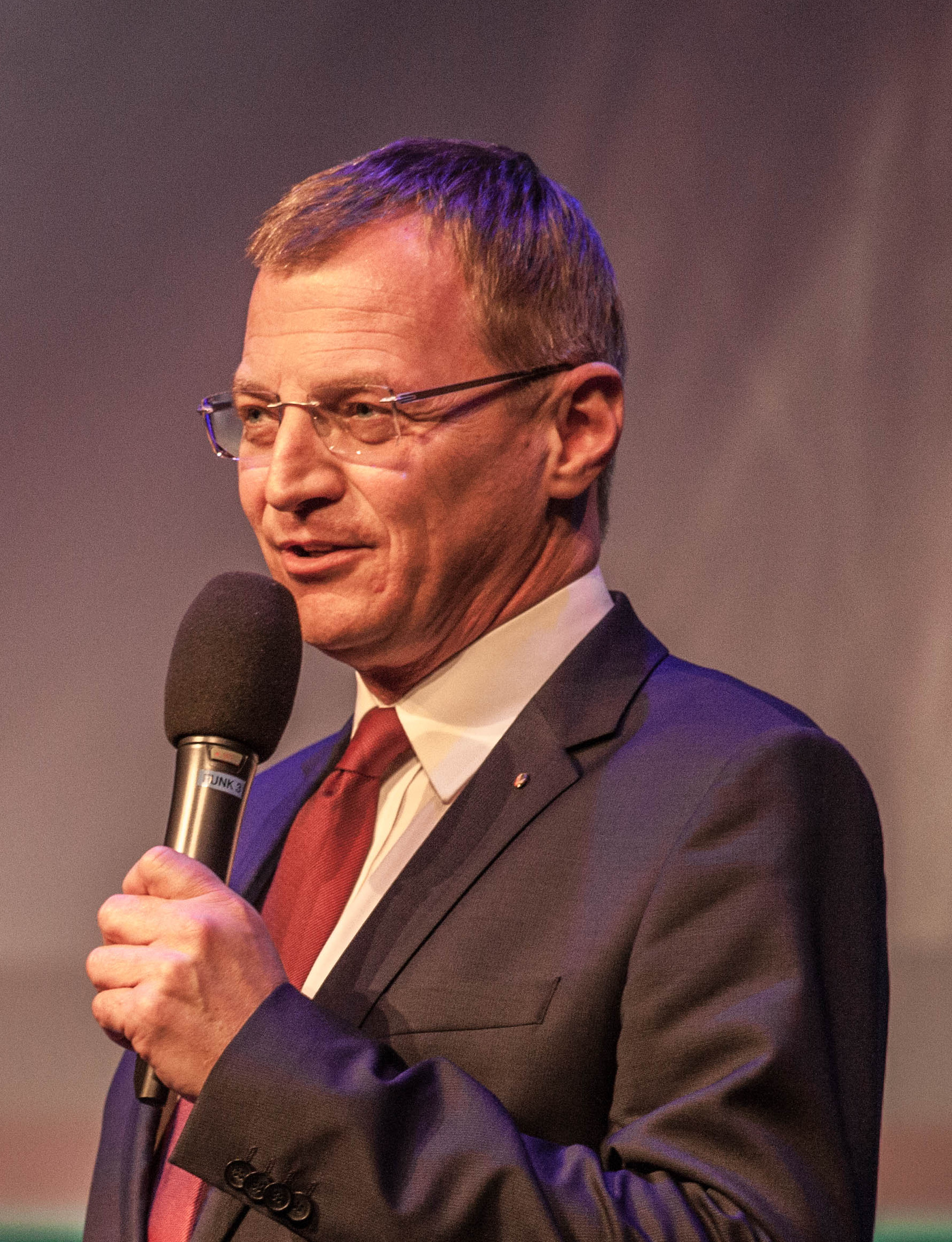
Thomas Stelzer ist Vorsitzender der Oberösterreichischen Landesregierung

Die Oberösterreichische Landesregierung ist das höchste Verwaltungsorgan des österreichischen Bundeslandes Oberösterreich. Den Vorsitz führt als primus inter pares der Landeshauptmann. Dies ist seit 6. April 2017 Thomas Stelzer. Er steht der Landesregierung Stelzer II vor und repräsentiert das Land Oberösterreich nach außen.

## Aktuelle Mitglieder der Landesregierung
Die Oberösterreichische Landesregierung wurde zuletzt am 23. Oktober 2021 vom Oberösterreichischen Landtag gewählt. Sie besteht aus neun Mitgliedern. Davon sind fünf Mitglieder der ÖVP, zwei der FPÖ und je ein Mitglied von der SPÖ und den GRÜNEN. Die Zusammensetzung der Landesregierung erfolgt nach dem Proporzsystem. Das bedeutet, dass alle Parteien mit einer bestimmten Anzahl von Abgeordneten im Landtag durch mindestens einen Sitz auch in der Regierung vertreten sind.
- Thomas Stelzer (ÖVP), Landeshauptmann
- Christine Haberlander (ÖVP), Landeshauptmann-Stellvertreterin
- Manfred Haimbuchner (FPÖ), Landeshauptmann-Stellvertreter
- Markus Achleitner (ÖVP), Landesrat
- Christian Dörfel (ÖVP), Landesrat
- Stefan Kaineder (GRÜNE), Landesrat
- Michael Lindner (SPÖ), Landesrat
- Michaela Langer-Weninger (ÖVP), Landesrätin
- Günther Steinkellner (FPÖ), Landesrat